# Maciej W. Socha
Maciej Władysław Socha (ur. 1978) – polski ginekolog-onkolog, położnik i perinatolog, seksuolog, doktor habilitowany, profesor Uniwersytetu Mikołaja Kopernika w Toruniu.

## Życiorys

### Młodość i edukacja
Wychowywał się we Włocławku i uczył w I Liceum Ogólnokształcącym im. Ziemi Kujawskiej. Następnie rozpoczął studia w ówczesnej Akademii Medycznej im. Ludwika Rydygiera w Bydgoszczy, która w roku 2004 stała się wyodrębnioną częścią Uniwersytetu Mikołaja Kopernika w Toruniu. W okresie studiów i pracy lekarskiej również miał kontakty z uczelniami w Berlinie, Kopenhadze, Londynie oraz Australii. Ukończył studia podyplomowe i uzyskał tytuł MBA in Healthcare Management. 

### Praca naukowa i zawodowa
W roku 2003 ukończył studia, uzyskując tytuł zawodowy lekarza i rozpoczął pracę w Szpitalu Uniwersyteckim nr 2 im. dr. Jana Biziela w Bydgoszczy. W 2011 roku uzyskał tytuł specjalisty położnictwa i ginekologii (kierownikiem specjalizacji był dr hab. Marek Szymański), w 2015 roku tytuł specjalisty ginekologii onkologicznej, w 2017 roku tytuł specjalisty perinatologii a w 2025 roku tytuł specjalisty seksuologii. W roku 2012 na Wydziale Lekarskim Collegium Medicum UMK w Toruniu na podstawie rozprawy doktorskiej pt. Ocena stężenia pro-hepcydyny i wybranych parametrów hematologicznych w przebiegu ciąży pod kierunkiem profesora Wiesława Szymańskiego został doktorem nauk medycznych. Został adiunktem w Katedrze Położnictwa, Chorób Kobiecych i Ginekologii Onkologicznej na Wydziale Lekarskim, a następnie w Katedrze Perinatologii, Ginekologii i Ginekologii Onkologicznej na Wydziale Nauki o Zdrowiu Collegium Medicum UMK w Bydgoszczy. Z czasem został p.o. kierownika tej katedry, habilitował się w dziedzinie nauk medycznych i nauk o zdrowiu a od 2024 roku jest kierownikiem katedry i profesorem UMK. Za swoją działalność naukową, edukacyjną i promocyjną w zakresie położnictwa i ginekologii otrzymał w 2024 roku Nagrodę Naukową Prezydenta Miasta Bydgoszczy w dziedzinie nauk ścisłych, medycznych i nauk o zdrowiu. 
W marcu 2018 został ordynatorem Oddziału Położniczo-Ginekologicznego w Szpitalu św. Wojciecha w Gdańsku. W 2019 roku zdobył tytuł Hipokratesa Pomorza w kategorii Ginekolog Roku a w 2025 roku z rąk prezydent Aleksandry Dulkiewicz otrzymał Gdańską Nagrodę Ochrony Zdrowia im. Aliny Pienkowskiej, jako lekarz, który zmienia oblicze medycyny w Gdańsku. 
10 czerwca 2024 wojewoda kujawsko-pomorski Michał Sztybel wręczył mu nominację na stanowisko konsultanta wojewódzkiego ds. położnictwa i ginekologii a z dniem 29 sierpnia 2024 roku dodatkowo powołał go na konsultanta wojewódzkiego w dziedzinie perinatologii. 
Jest członkiem: Okręgowej Rady Lekarskiej Bydgoskiej Izby Lekarskiej, Polskiego Towarzystwa Andrologicznego, Polskiego Towarzystwa Ginekologii Onkologicznej, Polskiego Towarzystwa Medycyny Perinatalnej, w którym jest też członkiem Zarządu PTMP oraz Polskiego Towarzystwa Ginekologów i Położników, w którym jest też członkiem Zarządu Sekcji Perinatologii PTGiP oraz członkiem Zarządu i Sekretarzem Oddziału Pomorskiego PTGiP.
W kręgu zainteresowań oraz tematów badawczych prof. Macieja Sochy znajdują się: położnictwo i perinatologia (medycyna matczyno-płodowa); ginekologia operacyjna, onkologiczna i uroginekologia; rozrodczość i endokrynologia płodności, andrologia kliniczna i niepłodność męska; seksuologia, psychoseksuologia i patologia współżycia.

## Życie prywatne
Jest zdeklarowanym gejem, jego partnerem jest lekarz rezydent chirurgii Mateusz Wartęga (ur. 1992), pracujący w Klinice Chirurgii Onkologicznej, Transplantacyjnej i Ogólnej Uniwersyteckiego Centrum Klinicznego Gdańskiego Uniwersytetu Medycznego. W 2020 roku wzięli udział w sesji zdjęciowej do kalendarza na rok 2021 magazynu „Replika”. 23 lipca 2021 w Edynburgu w Szkocji para wzięła ślub, a dwa tygodnie później 5 sierpnia w Bydgoszczy ślub humanistyczny.

## Publikacje
Jest autorem artykułów, które zostały opublikowane w pismach specjalistycznych takich jak m.in.: „Biomedicines”, „Cells”, „Ginekologia i Położnictwo”, „International Journal of Molecular Sciences”, „Journal of Clinical Medicine”, „Lek w Polsce”, „Onkologia i Radioterapia”, „Postępy Neonatologii” oraz wypowiada się w prasie ogólnopolskiej takiej jak m.in.: „Gazeta Wyborcza”, „Newsweek Polska”, „Polityka”, „Replika”.

## Wyróżnienia
- 6 czerwca 2014 roku zajął I miejsce w plebiscycie Złotych Stetoskop zorganizowanym przez gazetę „Express Bydgoski”[7].
- 9 sierpnia 2019 roku w konkursie Hipokrates Pomorza 2019 zdobył tytuł Ginekologa Roku, z największa ilością głosów ze wszystkich kategorii[21][22].
- 19 kwietnia 2024 roku podczas uroczystej sesji Rady Miasta, która uświetniła obchody 678. urodzin Bydgoszczy, prezydent Rafał Bruski wręczył mu Nagrodę Naukową w dziedzinie nauk ścisłych, medycznych i nauk o zdrowiu[23][24].
- 7 lutego 2025 roku w ramach Gdańskich Nagród Społecznych 2025, otrzymał nagrodę w kategorii Ochrony Zdrowia im. Aliny Pienkowskiej. Gdańską tradycją od kilkunastu lat jest wyróżnianie i nagradzanie szczególnie zasłużonych pracowników ochrony zdrowia, pracujących na rzecz mieszkanek i mieszkańców. Nagrody przyznawane są za wybitne osiągnięcia i szczególny charakter pracy na rzecz pacjenta[25][26][27].